# Bogdana, Sălaj
Bogdana (în maghiară: Kásapatak) este un sat în comuna Buciumi din județul Sălaj, Transilvania, România.

## Așezare
Localitatea Bogdana este situată, în partea sud-vestică a județului Sălaj, la poalele sud-estice ale Măgurii Priei (masivul cel mai înalt al Munților Meseșului), pe cursul superior al Văii Agrijului, la o distanță de 30 km de municipiul reședință de județ, Zalău și 20 km de față localitatea Ciucea.

## Relief
Relieful este predominant deluros, întretăiat de apele Văii Agrijului.

## Economie
Ocupațiile principale sunt: agricultura (creșterea animalelor, cultura cartofului, porumbului, pomi fructiferi), exploatările forestiere, administrația publică. Produsele vândute cu predilecție aici sunt cartofii, pălinca, lactatele, cerealele și lemnul.

## Demografie
Satul este de dimensiuni medii (aprox. 350 de case), populația satului este îmbătrânită. Religiile practicate sunt: ortodoxă (marea majoritate), penticostală, baptistă și martorii lui Iehova. Din punct de vedere etnic, populația este de naționalitate predominant română, existând și o minoritate rromă.

## Transport
Accesul se face pe șosea, existând trei puncte de plecare pentru a se ajunge aici: 
1. Zalau - Ciucea, prin Buciumi (se urcă Meseșul până în vârf, unde se ia la dreapta)
2. Românași - Ciucea  (rută recomandată dacă se vine dinspre Cluj-Napoca)
3. Vânători - Zalau, (prin Buciumi). Sunt disponibile mai multe curse de transport în comun.

Cea mai apropiată stație CFR se află la 20 km, în satul Ciucea.

## Turism
- Trasee montane înspre Măgura Priei din Munții Meseș
- Valea Agrijului
- Case tradiționale țărănești